# Bruno Tolentino
Bruno Lúcio de Carvalho Tolentino conocido como Bruno Tolentino (Río de Janeiro, 12 de noviembre de 1940 - São Paulo; 27 de junio de 2007) fue un poeta, dramaturgo y crítico literario conservador brasileño. Con sus obras obtuvo el Premio Jabuti de Literatura en tres oportunidades (1994, 2000 y 2007).

## Obras
- Anulação e outros reparos (São Paulo 1963)
- Le vrai le vain (Paris: Actuels, 1971)
- About the hunt (Oxford: OPN, 1979)
- As horas de Katharina (São Paulo: Companhia das Letras, 1994)
- Os deuses de hoje (Río de Janeiro: Record, 1995)
- Os sapos de ontem (Río de Janeiro: Diadorim, 1995)
- A balada do cárcere (Río de Janeiro: Topbooks, 1996)
- O mundo como Ideia (São Paulo: Globo, 2002)
- A imitação do amanhecer (São Paulo: Globo, 2006)